# Akte X – Die unheimlichen Fälle des FBI/Staffel 1
Die erste Staffel der US-Mystery-Fernsehserie Akte X – Die unheimlichen Fälle des FBI umfasst 24 Episoden und wurde in den Vereinigten Staaten 1993/94 erstmals ausgestrahlt, in Deutschland 1994/95.

## Handlung
| Nr. (ges.) | Nr. (St.) | Deutscher Titel       | Originaltitel        | Erstausstrahlung USA | Deutschsprachige Erstausstrahlung (D) | Regie            | Drehbuch                       |
| --- | --------- | --------------------- | -------------------- | -------------------- | ------------------------------------- | ---------------- | ------------------------------ |
| 1 | 1         | Gezeichnet            | Pilot                | 10. Sep. 1993        | 5. Sep. 1994                          | Robert Mandel    | Chris Carter                   |
| 2 | 2         | Die Warnung           | Deep Throat          | 17. Sep. 1993        | 12. Sep. 1994                         | Daniel Sackheim  | Chris Carter                   |
| Scully und Mulder untersuchen die Entführung des Kampfpiloten Robert Budahas, der einen seltsamen Hautausschlag aufwies. Ein Informant (später Deep Throat genannt) warnt Mulder davor, auf der Militärbasis zu ermitteln, auf der mehrere Menschen schon UFOs gesichtet haben wollen. Wenige Tage später ist Budahas wieder bei seiner Familie, scheint aber unter partiellem Gedächtnisverlust zu leiden. Mulder dringt in die Militärbasis ein und beobachtet ein unbekanntes Flugobjekt, wird aber entdeckt und festgenommen. Während er durch die Militärbasis gefahren wird, sieht er weitere Hinweise auf UFOs und kann sogar ein pyramidenförmiges Flugobjekt sehen. Nach seiner Freilassung erscheint auch er zunächst verwirrt und kann sich nicht mehr an seine Beobachtungen in der Basis erinnern. Scully schließt die X-Akte ohne Ergebnis. Mulder trifft wieder Deep Throat, der Andeutungen macht, mehr über Außerirdische zu wissen. |           |                       |                      |                      |                                       |                  |                                |
| 3 | 3         | Das Nest              | Squeeze              | 24. Sep. 1993        | 19. Sep. 1994                         | Harry Longstreet | Glen Morgan, James Wong        |
| Ein Mann wird in seinem Büro umgebracht und der Täter flieht durch den Lüftungsschacht, durch den er auch in das Büro gelangt war. Tom Colton, ein alter Studienkollege von der Akademie, informiert Scully über den Fall und bittet sie um Hilfe. Ein Fingerabdruck vom Tatort führt zu anderen X-Akten, die bis ins Jahr 1903 zurückreichen. Allen Todesopfern wurde die Leber herausgerissen. Scully und Mulder überwachen das Bürogebäude und verhaften einen Mann, den sie in einem Lüftungsschacht entdecken. Der Mann heißt Eugene Victor Tooms. Er besteht zwar einen Lügendetektortest und wird freigelassen aber seine Fingerabdrücke stimmen mit denen vom Tatort und den alten X-Akten überein. Tooms tötet einen weiteren Mann, diesmal gelangt er durch den Kamin in das Haus. Tooms' Körper kann sich beliebig verformen und dehnen, wodurch er in der Lage ist, solch enge Wege zu nehmen. Scully und Mulder besuchen den pensionierten Polizisten Frank Briggs, der ihnen von den früheren Morden erzählt und ein Foto vom damaligen Tatverdächtigen zeigt – es ist Tooms. Scully und Mulder fahren zu Tooms' ehemaligen Wohnhaus. Dort finden sie zahlreiche Trophäen, die Tooms von seinen Morden mitgenommen hat, sowie einen Platz, den Mulder für ein Nest hält, in dem Tooms eine Art Winterschlaf hält. Für die Ernährung während dieses Winterschlafs benötigt Tooms die Lebern seiner Opfer. In ihrer Wohnung wird Scully von Tooms attackiert, doch Mulder rettet sie in letzter Minute – Tooms wird verhaftet. Für weitere Untersuchungen wird Tooms in eine psychiatrische Anstalt gebracht, doch Tooms scheint auch dort einen Fluchtweg gefunden zu haben … |           |                       |                      |                      |                                       |                  |                                |
| 4 | 4         | Signale               | Conduit              | 1. Okt. 1993         | 26. Sep. 1994                         | Daniel Sackheim  | Alex Gansa, Howard Gordon      |
| Bei einem Campingausflug verschwindet Ruby Morris, die Tochter der Familie Morris. Die Mutter, Darlene Morris, bemerkt vor dem Verschwinden ihrer Tochter ein helles Licht und ein kurzes Erdbeben. Mulder will den Fall untersuchen, da dieser Parallelen zum Verschwinden seiner Schwester Samantha aufweist. Darlene Morris war als Kind selbst Zeugin einer UFO-Sichtung. Kevin, Darlenes Sohn, schreibt Binärcodes, die er im Fernsehbild sehen will. Von Rubys Freundin Tessa erfahren Scully und Mulder, dass Ruby mit ihrem Freund durchbrennen wollte und von diesem ein Kind erwartet. Die NSA findet heraus, dass Kevins Binärcodes von einem Spionagesatelliten stammen, und mischen sich in die Ermittlungen ein. Scully und Mulder fahren zu dem See, an dem Ruby verschwand, und finden in der Nähe des Campingplatzes die Leiche von Rubys Freund. Tessa wird erneut verhört und gibt zu, dass sie von Rubys Freund schwanger war, nicht Ruby. Scully und Mulder treffen Darlene und Kevin am See und finden später im angrenzenden Wald auch Ruby, die in einem komatösen Zustand ist. Ruby wird untersucht, ihre Werte weisen auf einen Aufenthalt in der Schwerelosigkeit hin. Mulder vermutet, wie bei seiner Schwester Samantha, eine Entführung von Außerirdischen. |           |                       |                      |                      |                                       |                  |                                |
| 5 | 5         | Der Teufel von Jersey | The Jersey Devil     | 8. Okt. 1993         | 10. Okt. 1994                         | Joe Napolitano   | Chris Carter                   |
| 1947 wird in einem Wald in New Jersey ein Mann von einem unbekannten Wesen verschleppt, verstümmelt und getötet. Scully und Mulder stoßen auf einen Mordfall, bei dem ein Obdachloser getötet und Teile seines Körpers von einem Menschen abgefressen wurden. Mulder stellt die Verbindung zu dem Fall von 1947 her, der zu diesem Zeitpunkt als der „Teufel von Jersey“ bekannt ist. Der leitende Ermittler der örtlichen Polizei lehnt jedoch eine Zusammenarbeit mit dem FBI ab. Scully fliegt nach Washington, D.C. zurück, während Mulder mit einem Parkaufseher über eine seltsame Gestalt im Wald spricht. Ein weiterer Obdachloser berichtet Mulder von einem unheimlichen, menschenähnlichen Wesen. Mulder beobachtet in der Nacht die Gestalt selbst, wird aber am Tag danach von der Polizei verhaftet. Es scheint so, als wolle die Polizei etwas verheimlichen. Als der Parkaufseher eine Leiche findet, auf die die Beschreibung des Obdachlosen und Mulders passt, nehmen Scully und Mulder die Ermittlungen wieder auf. Doch die Leiche verschwindet. In einem alten Fabrikgelände nehmen Mulder und Scully die Verfolgung einer wild aussehenden Frau auf, die schließlich im Wald von der Polizei erschossen wird. Das Rätsel scheint gelöst zu sein. Der unbekannte Mann und die Frau waren anscheinend Menschen, die ohne Kontakt zur Zivilisation im Wald lebten, aber ein Nachkomme von ihnen noch immer dort lebt. |           |                       |                      |                      |                                       |                  |                                |
| 6 | 6         | Schatten              | Shadows              | 22. Okt. 1993        | 17. Okt. 1994                         | Michael Katleman | Glen Morgan, James Wong        |
| Lauren Kyte räumt das Büro ihres Chefs Howard Graves leer, der Suizid beging. Auf dem Heimweg wird sie beim Geldabheben überfallen, aber die Angreifer werden kurze Zeit später tot aufgefunden. Scully und Mulder untersuchen die Leichen. Es scheint, als sei ihnen die Kehle von innen zugedrückt worden. Mulder glaubt an einen Fall von Psychokinese. Durch das Überwachungsvideo des Geldautomaten finden sie Lauren, doch die verneint, die Täter zu kennen und streitet auch den Überfall ab. Als Scully und Mulder Laurens Haus verlassen, scheint ihr Wagen außer Kontrolle zu geraten – er wirkt wie ferngesteuert. Es scheint, als ginge die Psychokinese von Lauren aus, aber sie scheint es nicht kontrollieren zu können. Scully und Mulder ermitteln und forschen in Laurens Vergangenheit und Privatleben nach und können ebenso Verbindungen zu Graves herstellen. Während Lauren öfter von Halluzinationen heimgesucht wird, in denen Graves zu ihr spricht und sie seine Leiche sieht, zweifeln Scully und Mulder an Graves Tod. Weitere Ermittlungen ergeben, dass Graves tatsächlich tot ist und Lauren von dessen ehemaligen Geschäftspartnern bedroht wurde. Daheim wird Lauren von zwei Auftragsmördern angegriffen, doch eine unsichtbare Macht scheint die Angreifer zu erwürgen. Mulder und Scully beobachten dies mit eigenen Augen, als sie Lauren zu Hilfe eilen wollen. Die Ermittlungen des FBI zeigen, dass die Firma von Graves Verbindungen zur Isfahan-Gruppe hatte und er deshalb aussteigen wollte. Aus diesem Grund wurde er umgebracht. Bei der Durchsuchung des Firmengebäudes weist Graves Geist auf belastende Beweise hin. Lauren verlässt die Firma und zieht nach Nebraska, um dort in Ruhe, ohne den Geist von Graves, leben zu können. |           |                       |                      |                      |                                       |                  |                                |
| 7 | 7         | Die Maschine          | Ghost in the Machine | 29. Okt. 1993        | 24. Okt. 1994                         | Jerrold Freedman | Alex Gansa, Howard Gordon      |
| Mulders alter Partner Jerry Lamana informiert Scully und Mulder über die Ermittlungen zum Tode von Benjamin Drake, dem CEO der Firma Eurisko. Eine Besonderheit der Firma ist das Sicherheitssystem COS (Central Operating System), das alles erfasst und kontrolliert. Die Ermittlungen führen zu Brad Wilczek, dem Gründer von Eurisko und Erfinder von COS, der aber jeden Verdacht von sich weist. Das COS hackt sich in Scullys PC und manipuliert ihren Bericht. Die Ermittlungen ergeben, dass Wilczek der letzte Anrufer bei Drake war. Wilczek versucht, sich in das COS zu hacken, um es unter Kontrolle zu bringen, doch das System hat ein Eigenleben entwickelt, das Wilczek nicht mehr kontrollieren kann. Agent Lamana kommt beim Absturz eines Aufzugs, ausgelöst durch COS, ums Leben. Wilczek gesteht den Mord an Drake, Mulder glaubt ihm aber nicht und trifft den Informanten Deep Throat, der neue Informationen zu COS hat. Mulder fordert Wilczek auf, einen Virus zu programmieren, um COS zu zerstören. Scully und Mulder gehen daraufhin zum Firmengebäude. Mulder gelingt es, einen Virus, den Wilczek programmiert hat, in das System zu bringen, wird aber dann vom Sicherheitschef mit einer Waffe bedroht. Scully überwältigt den Sicherheitschef und der Virus zerstört COS. Wilczek wird nicht mehr aufgefunden und auch COS scheint nicht vollständig zerstört zu sein … |           |                       |                      |                      |                                       |                  |                                |
| 8 | 8         | Eis                   | Ice                  | 5. Nov. 1993         | 31. Okt. 1994                         | David Nutter     | Glen Morgan, James Wong        |
| In einer Forschungsstation in Alaska begehen zwei Wissenschaftler Selbstmord, der Rest der Forschergruppe ist bereits tot. Scully und Mulder begeben sich mit dem Mediziner Dr. Hodge, der Toxikologin Dr. DaSilva, dem Geologen Dr. Murphy und dem Piloten Bear nach Icy Cape in Alaska. In der Station werden Mulder und Bear von einem Hund angegriffen. Bear wird gebissen und das Tier wird betäubt. Bei der Untersuchung stellt Scully fest, dass der Hund an den Lymphknoten schwarze, knotenförmige Veränderungen aufweist, die auch ein Merkmal der Beulenpest sind. Des Weiteren hat sich der Hund selbst Verletzungen zugefügt und Scully sieht, dass sich unter der Haut des Hundes etwas bewegt. Das Team untersucht die schmelzenden Eisbohrkerne, die die toten Wissenschaftler bei Kernlochbohrungen in einem Meteorkrater entnommen haben und entdecken darin Einzeller. Mulder glaubt, dass die wurmähnlichen Einzeller außerirdischen Ursprungs sein könnten. Bear wirkt zunehmend gereizt und will sich nicht untersuchen lassen, da er weiß, dass er die Krankheitsmerkmale aufweist. Bear kann überwältigt werden und ein Einzeller wird aus seinem Körper entfernt, doch er stirbt danach. Auch alle toten Forscher trugen denselben Wurm in sich, der bei seinem Wirt Aggressionen auslöst und ihn schließlich tötet. Als Mulder nachts aufwacht, findet er Dr. Murphy tot auf. Hodge, DaSilva und auch Scully glaubten, dass Mulder Murphy getötet hat und selbst mit einem Wurm infiziert ist. Mulder wird daraufhin eingesperrt. Durch Untersuchungen findet Scully heraus, dass zwei Würmer sich gegenseitig bekämpfen und töten. Durch Einsetzen eines zweiten Wurmes wird so der infizierte Hund geheilt. Mulder wird wieder freigelassen und zugleich stellt sich heraus, dass DaSilva infiziert ist, doch auch sie wird durch Einsetzen eines zweiten Wurms geheilt. Hodge, DaSilva, Scully und Mulder werden wieder von der Station geholt, das Labor wird zerstört. |           |                       |                      |                      |                                       |                  |                                |
| 9 | 9         | Besessen              | Space                | 12. Nov. 1993        | 7. Nov. 1994                          | William Graham   | Chris Carter                   |
| Die Folge beginnt mit einem Bericht aus dem Jahr 1977, in dem von der Entdeckung von Eisvorkommen auf dem Mars und dem Marsgesicht berichtet wird. Der damalige Leiter der Mission, Lieutenant Colonel Belt, und heutige Leiter des Shuttle-Programms, wird von Albträumen geplagt, in denen während der Mission im All ein Geist in ihn fuhr. Michelle Generoo, Mitarbeiterin im Kontrollzentrum der NASA, nimmt nach dem Abbruch eines Shuttle-Starts Kontakt zu Scully und Mulder auf, da sie Manipulationen am Shuttle befürchtet. Scully und Mulder treffen Belt, der Sabotage ausschließt und den nächsten geplanten Start des Shuttles unbedingt einhalten will. Das Shuttle startet erfolgreich, doch kurz nach dem Start bricht der Funkkontakt ab. Generoo informiert Scully und Mulder. Auf dem Weg zum Kontrollzentrum hat Generoo einen Autounfall, doch sie verletzt sich nur leicht. Es zeigt sich, dass der Kontakt zum Shuttle vom Kontrollzentrum aus manipuliert wird. Das Shuttle soll sich auf Anweisung von Belt selbst manövrieren, da es sich ansonsten zu stark erhitzt. Das riskante Manöver gelingt. In der Nacht verlässt der Geist, der im All in ihn gefahren war, den Körper Belts und rammt das Shuttle. Daraufhin meldet dieses ein Sauerstoffleck im Tank. Trotz dieses Defekts und der Gefahr für die Crew besteht Belt auf der Auslieferung der Fracht durch das Shuttle. Beim Aussetzen der Fracht bemerkt die Shuttle-Crew einen Geist außerhalb des Shuttles. Belt erleidet einen Nervenzusammenbruch. Scully und Mulder suchen in den Akten nach Beweisen für Manipulationen am Shuttle und finden auch welche. Belt gesteht, von den Sabotagen gewusst zu haben und weist darauf hin, dass das Shuttle auch defekte Hitzeschutzkacheln hat und somit wohl einen Wiedereintritt in die Erdatmosphäre nicht überstehen wird. Die Manipulationen gehen wohl von dem Geist, der in Belt gefahren war, aus. Dem Kontrollzentrum gelingt es, das Shuttle sicher auf die Erde zurückzuholen. Ausgelöst durch den Geist erleidet Belt einen weiteren Anfall, er stürzt aus dem Fenster seiner Wohnung und kommt dabei ums Leben. |           |                       |                      |                      |                                       |                  |                                |
| 10 | 10        | Gefallener Engel      | Fallen Angel         | 19. Nov. 1993        | 14. Nov. 1994                         | Larry Shaw       | Howard Gordon, Alex Gansa      |
| In einem Wald in Wisconsin beobachtet ein Polizist einen Waldbrand, gleichzeitig geht die Luftüberwachung des US-Militärs von einem Flugzeug aus, dass abgestürzt ist. Ein hochrangiger Mann im Militär lässt im offiziellen Bericht verlauten, dass es sich um einen Meteoritenabsturz gehandelt hat. Deep Throat informiert Mulder über die „Operation Falcon“ und sieht einen Zusammenhang zu den Vorfällen in Wisconsin. Mulder dringt in das militärische Sperrgebiet ein und beobachtet Männer in Schutzanzügen, die an einem flugzeugähnlichen Objekt arbeiten, er wird jedoch entdeckt und verhaftet. Das Militär spricht offiziell von einer Umweltkatastrophe, doch Mulder und sein Zellengenosse Max Fenig, ein UFO-Fanatiker, glauben nicht daran. Scully holt Mulder aus dem Arrest und berichtet ihm, dass es sich bei der abgestürzten Maschine um einen libyschen Kampfjet handle, der mit atomaren Sprengköpfen beladen war. Derweil zieht ein unsichtbares Wesen durch die Wälder von Wisconsin. Mehrere Soldaten werden durch das unsichtbare Wesen verletzt, die Verletzungen gleichen schweren Verbrennungen durch radioaktive Strahlung. Mulder findet Hinweise, dass Max Fenig eventuell von Außerirdischen entführt wurde, und Max verschwindet. Schließlich können sowohl das Militär als auch Scully und Mulder Max wieder aufspüren. In einer Lagerhalle findet Mulder Max, doch er wird von dem unsichtbaren Wesen angegriffen, Max scheint teleportiert zu werden. Mulder sieht darin einen Beweis für seine Entführungsthese. |           |                       |                      |                      |                                       |                  |                                |
| 11 | 11        | Eve                   | Eve                  | 10. Dez. 1993        | 21. Nov. 1994                         | Fred Gerber      | Kenneth Biller, Chris Brancato |
| In Connecticut verblutet ein Mann in seinem Garten durch zwei Einstiche im Hals. Seine Tochter Teena erzählt, sie könne sich an ein rotes Licht und Männer aus den Wolken erinnern. Mulder glaubt sofort an eine Begegnung mit Außerirdischen. Danach wird Teena entführt. In Kalifornien geschah zur gleichen Zeit wie in Connecticut derselbe Vorfall. Als Scully und Mulder in Kalifornien ankommen, erkennen sie, dass Cindy, die Tochter der Familie Reardon, genau wie Teena aussieht. Es stellt sich heraus, dass beide Kinder durch künstliche Befruchtung im selben Institut entstanden waren. Scully besucht das Institut und erhält Informationen über die Ärztin Dr. Sally Kendrick, die beide Mütter behandelte, aber das Institut verlassen musste, nachdem bekannt wurde, dass sie eugenische Experimente durchgeführt hatte. Danach verschwindet Kendrick spurlos. Mulder trifft Deep Throat, der ihn über ein geheimes Nachkriegsprojekt informiert, in dem versucht wurde, Supersoldaten zu erschaffen und deren Nachfahren je nach Geschlecht „Adam“ oder „Eve“ getauft wurden. Eine dieser Nachfahrinnen, bekannt als „Eve 6“, lebt in einer psychiatrischen Klinik. Scully und Mulder besuchen sie und erkennen dort, dass sie genau wie Sally Kendrick aussieht. Es stellt sich heraus, dass Kendrick Eve 7 ist und die Fertilisationsklinik für Experimente missbraucht hat, zudem ist Eve 8 auf der Flucht. Auch Cindy wird entführt, die Entführerin ist Eve 7, die auch Teena in ihrer Gewalt hat. Mulder erkennt, dass Cindy und Teena ihre Väter von Psychosen, einer Nebenwirkung des Experiments, umgebracht haben. Sie vergiften Kendrick. Scully und Mulder finden sowohl Kendricks Leiche als auch die Kinder, die aussagen, sie seien von Kendrick und einer anderen Person bedroht worden. Schließlich versuchen sie auch, Scully und Mulder zu vergiften, doch dies misslingt. Teena und Cindy werden als Eve 9 und Eve 10 in die Klinik gebracht. Dort bekommen sie jedoch Besuch von Eve 8, die sich als Mitarbeiterin verkleidet hat … |           |                       |                      |                      |                                       |                  |                                |
| 12 | 12        | Feuer                 | Fire                 | 17. Dez. 1993        | 28. Nov. 1994                         | Larry Shaw       | Chris Carter                   |
| In England entzündet sich ein Mann auf unerklärliche Weise und sein Gärtner Cecil L’Ively beobachtet den Vorfall. In Washington, D.C. treffen Scully und Mulder Phoebe Green von der Londoner Polizei. Green war Mulders Geliebte während seiner Studienzeit in Oxford. Sie informiert das Duo über die Fälle in England. Nach Beweisen scheint Sir Malcolm Marsden, ein englischer Adeliger, auf der Liste des Täters zu stehen. Marsden befindet sich im Moment in Sicherheit in Cape Cod. Mulder vermutet einen Fall von Pyrokinese und ein Pyroexperte erklärt, dass eine solch rasche Entzündung mit derartiger Intensität nur durch Raketentreibstoff möglich ist. L’Ively arbeitet unter falscher Identität als Hausmeister bei den Marsdens und es zeigt sich, dass es ihm möglich ist, sich kontrolliert selbst zu entzünden. Er brennt eine Bar nieder. Eine Frau aus der Bar liefert dem FBI ein Phantombild von L’Ively. Die Marsdens begeben sich auf eine Gala in Boston, L’Ively begleitet sie als Chauffeur und auch Scully, Mulder und Phoebe sind zum Schutz der Marsdens anwesend. Während der Gala bricht ein Feuer auf der Etage aus, auf der die Kinder der Marsdens wohnen, doch L’Ively rettet sie aus den Flammen. Scullys Ermittlungen ergeben, dass L’Ively eine falsche Identität ist und auch das Phantombild von der Frau aus der Bar passt zu L’Ively. Um die Selbstentzündung zu unterstützen, verabreicht L’Ively seinen Opfern heimlich Raketentreibstoff. Im Haus der Marsdens wird ein Angestellter mit schweren Verbrennungen aufgefunden, L’Ively steckt das Haus in Flammen. Mulder versucht, die Kinder aus dem Haus zu retten und wird dabei mit seiner Angst vor Feuer konfrontiert. Im Garten entzündet sich L’Ively selbst, überlebt aber schwer verletzt. Untersuchungen von L’Ively zeigen, dass sein Körper sich schnell regeneriert, eine vollständige Heilung scheint möglich. |           |                       |                      |                      |                                       |                  |                                |
| 13 | 13        | Die Botschaft         | Beyond the Sea       | 7. Jan. 1994         | 5. Dez. 1994                          | David Nutter     | Glen Morgan, James Wong        |
| Scully verabschiedet sich von ihren Eltern, als sie nach einem Besuch nach Hause zurückkehren wollen. Jedoch stirbt ihr Vater auf dem Weg an einem Herzinfarkt. Scully hat mehrere Visionen von ihrem Vater, die erste kurz bevor sie von seinem Tod erfährt. Dabei hat sie den Eindruck, dass er ihr etwas mitteilen möchte. Scully hofft, dass ihr Vater ihr sagen will, dass er stolz auf sie sei, obwohl sie von dem Weg abgewichen ist, den er für sie vorgesehen hatte. Gleichzeitig wird ein Liebespärchen entführt, gefoltert und soll innerhalb von fünf Tagen ermordet werden. Ein Serienmörder namens Luther Lee Boggs in einer Todeszelle behauptet, über Kontakte zu Seelen den Ort des Pärchens ermitteln zu können. Er will den Ort aber nur verraten, wenn seine Todesstrafe dafür in eine lebenslängliche Freiheitsstrafe umgewandelt wird. Mulder spielt in dieser Folge den Skeptiker, der Boggs für einen Lügner und die Entführung für eine abgekartete Sache hält. Scully will an ihn glauben, insbesondere, weil sie sich erhofft, vom Mörder die Botschaft ihres Vaters zu erfahren. Gleichzeitig hat sie Angst davor. Das Liebespärchen wird durch die Hinweise von Boggs in einer alten Brauerei gerettet. Der Mörder stirbt bei einem Sturz durch eine morsche Holzbrücke. Von Boggs gewarnt verfolgt Scully ihn nicht sofort und entkommt einem Sturz von dieser Brücke. Am Ende wird Boggs in der Gaskammer hingerichtet. |           |                       |                      |                      |                                       |                  |                                |
| 14 | 14        | Verlockungen          | Gender Bender        | 21. Jan. 1994        | 12. Dez. 1994                         | Rob S. Bowman    | Larry Barber, Paul Barber      |
| Mulder und Scully werden zum Schauplatz eines Mordes in ein Hotelzimmer gerufen. Der Ermordete starb an einem Herzinfarkt, die durch heftigen Geschlechtsverkehr ausgelöst wurde. Aus Aufnahmen der Sicherheitskamera geht hervor, dass die Mörderin / der Mörder das Zimmer als Frau betrat aber als Mann verließ. Es ist der vierte Mordfall dieser Art innerhalb sechs Wochen. Opfer waren zwei Frauen und zwei Männer. Scully geht von einem Täterprofil Mann/Frau/Transvestit, sexuell attraktiv, aus, während Mulder Außerirdische als Täter annimmt. Spuren von weißem Ton in den Kratzwunden der Opfer führen Mulder und Scully in die Wälder von Massachusetts, wo eine religiöse Sekte mit Ähnlichkeiten zu den Amischen aus diesem weißen Ton Töpferwaren herstellt. Die Befragung der Sektenmitglieder verläuft ergebnislos. Während eines späteren heimlichen Besuches beobachtet Mulder seltsame Rituale. Scully wird beinahe vergewaltigt, aber Mulder rettet sie in letzter Minute. Als Mulder und Scully durch Zufall einem irregegangenen Sektenmitglied auf die Spur kommen, wird dieses von den anderen Sektenangehörigen entführt und alle zusammen verschwinden unter Zurücklassung eines Kornkreises. |           |                       |                      |                      |                                       |                  |                                |
| 15 | 15        | Lazarus               | Lazarus              | 4. Feb. 1994         | 19. Dez. 1994                         | David Nutter     | Alex Gansa, Howard Gordon      |
| Bei einem Banküberfall schießt Scully auf den Bankräuber Warren Dupre, aber auch ihr Kollege Jack Willis wird lebensgefährlich verletzt. Im Krankenhaus stirbt Dupre, während Willis gerettet wird. Dupres Geist überträgt sich hierbei in Willis’ Körper. Scully und Mulder merken, dass mit Willis etwas nicht stimmt und recherchieren über Dupre, der mit seiner Ehefrau Lola mehrere Überfälle begangen hatte. Dupres Unterarmtattoo zeigt sich auf Willis’ Arm und dieser begibt sich auf die Suche nach Lola. Mulder glaubt an einen Körpertausch – eine Vermutung, die Scully sehr zusetzt, da Willis ihr Mentor auf der Akademie war und sie sich sehr nahe standen. Willis erschießt Lolas Bruder, da er glaubt, dass dieser sie an das FBI verraten hat. Als Mulder und Scully am Tatort ankommen, ist auch Willis da, der versucht, den Mord Lola anzuhängen. Mulder fällt auf, dass Willis, der eigentlich Rechtshänder ist, nun mit der linken Hand schreibt. Er versucht, mithilfe einer gefälschten Geburtstagskarte für Scully zu beweisen, dass Willis nicht Willis ist. Ein belastender Beweis (ein Fingerabdruck von Willis) verschwindet aus der Wohnung von Lolas Bruder. Zusammen mit Scully spürt Willis Lola auf und nimmt sie fest, zugleich zwingt er auch Scully, sich die Handfesseln anzulegen. Lola und Scully erkennen, dass Dupres Geist in Willis steckt. Da Willis unter Diabetes leidet, ist er zunehmend geschwächt, da Dupres Geist nicht an eine Insulineinnahme denkt. Lola gesteht schließlich, dass sie Dupre ans FBI verraten hat, woraufhin Willis sie erschießt. Schließlich stirbt Willis aufgrund seiner Diabetes, das Tattoo verschwindet wieder von seinem Arm und Mulder befreit Scully. |           |                       |                      |                      |                                       |                  |                                |
| 16 | 16        | Ewige Jugend          | Young at Heart       | 11. Feb. 1994        | 13. Jan. 1995                         | Michael Lange    | Scott Kaufer, Chris Carter     |
| 1989 beocbachtet der Häftling Joe Crandall, wie der Arzt John Ridley seinem Mithäftling John Barnett die rechte Hand amputiert. Ridley droht Crandall und überzeugt ihn, dass Barnett tot sei, doch Crandall sieht Barnett noch blinzeln. Vier Jahre später bittet Reggie Purdue, Mulders erster Vorgesetzter, Scully und Mulder um Hilfe bei der Aufklärung eines Überfalls auf ein Juweliergeschäft, wo der Täter eine Notiz hinterlässt, in der er sich über Fox Mulder lustig macht. Die Handschrift scheint die von Barnett zu sein, doch dieser gilt seit vier Jahren als tot. Barnett war damals Mulders erster Fall und bei der Verhaftung Barnetts kamen zwei Menschen ums Leben, weil Mulder ihn nicht erschoss, da es gegen die Vorschriften gewesen wäre. Später bekommt Mulder einen weiteren Drohbrief und er glaubt fest daran, dass es Barnett ist. Scully und Mulder besuchen Crandall, der ihm von seinen Erlebnissen von vor vier Jahren erzählt. Wenig später erhält Mulder einen Anruf und erkennt Barnetts Stimme. Als Mulder mit Purdue telefoniert, wird dieser erwürgt, der Mörder lässt einen Brief in Barnetts Handschrift für Mulder zurück. Scully und Mulder recherchieren über John Ridley, es stellt sich heraus, dass Ridley seine Zulassung als Arzt verloren hatte, bevor er im Gefängnis arbeitete. Zuvor forschte er an Kindern, die an Progerie litten, mittlerweile ist er spurlos verschwunden. Mulder vermutet, dass Ridley versuchte, den Alterungsprozess zu stoppen und dass Barnett eine Versuchsperson war und heute über ein verändertes Aussehen verfügen könnte. Ridley besucht überraschend Scully, bei einem Gespräch zusammen mit Mulder sagt Ridley aus, dass Barnett der einzige Überlebende seiner Experimente sei. Barnetts Genom wurde verändert, sodass seine rechte Hand Merkmale eines Salamanders hat. Bei einem Gespräch mit Deep Throat erfährt Mulder, dass Barnett in Verhandlungen mit der Regierung über den Kauf der Arbeit Ridleys steht. Mulder erhält einen weiteren Anruf von Barnett und zusammen mit Scully und einem FBI-Team stellen sie Barnett bei einem Konzert eine Falle. Mulder erschießt Barnett. Jedoch hatte dieser zuvor die Forschungsergebnisse von Ridley sicher in einem Schließfach deponiert. |           |                       |                      |                      |                                       |                  |                                |
| 17 | 17        | Täuschungsmanöver     | E.B.E.               | 18. Feb. 1994        | 20. Jan. 1995                         | William Graham   | Glen Morgan, James Wong        |
| An der türkisch-irakischen Grenze schießt ein irakischer Kampfjet ein UFO ab. In Tennessee schießt der LKW-Fahrer Ranheim mehrmals auf ein unbekanntes Wesen im Wald, während ein UFO über ihn hinwegfliegt. Mulder und Scully ermitteln in Tennessee, doch die örtlichen Behörden verweigern die Mitarbeit und setzen Ranheim auf freien Fuß. Zurück in Washington stellt Mulder Scully die „Einsamen Schützen“ vor, ein Trio von Verschwörungstheoretikern, mit denen er schon lange zusammenarbeitet. Mulder wird später von Deep Throat über das abgeschossene UFO im Grenzgebiet informiert, während Scully herausfindet, dass Ranheim eigentlich Frank Druce heißt und der Truck eine zusätzliche Ladung befördert. Mulder findet heraus, dass der Truck im Moment auf dem Weg nach Colorado ist. Im Truck befinden sich laut Deep Throat Überreste des Absturzes im Irak, womöglich sogar ein Außerirdischer. Scully und Mulder begeben sich nach Las Vegas, wo der Truck zuletzt gesichtet wurde. Schließlich finden sie den Truck, aber sowohl Ranheim, als auch die Überreste des Außerirdischen, der im Truck transportiert wurde, sind verschwunden. Mit Hilfe von NICAP und MUFON findet Mulder Ranheim in einem Kraftwerk in Mattawa, (Washington). Mit gefälschten Identitäten, die sie von den einsamen Schützen erhalten haben, begeben sich Scully und Mulder in das hochgesicherte Kraftwerk, doch sie werden enttarnt. Mulder dringt in den Hochsicherheitsbereich vor und schafft es beinahe, den Lagerort des Außerirdischen aufzuspüren, doch bewaffnete Wachen stoppen ihn. Deep Throat erscheint, lässt die Wachen abtreten und teilt Mulder mit, dass das Wesen verstorben ist. Deep Throat erklärt Mulder, dass die Regierung und andere Nationen nach den Vorfällen in Roswell beschlossen haben, dass, wenn je ein Außerirdischer gefunden werde, dieser sofort getötet werde und er einer von drei Menschen ist, die jemals einen Außerirdischen exekutiert haben. Danach lässt er Scully und Mulder frei. |           |                       |                      |                      |                                       |                  |                                |
| 18 | 18        | Der Wunderheiler      | Miracle Man          | 18. März 1994        | 27. Jan. 1995                         | Michael Lange    | Chris Carter, Howard Gordon    |
| 1983 erweckt ein kleiner Junge namens Samuel einen toten Mann wieder zum Leben, der nach einem schweren Autounfall seinen Verbrennungen erlegen ist. Zehn Jahre später zeigt Scully Mulder ein Video, in dem der nun erwachsene Samuel während Gottesdiensten Menschen heilt. Der Leiter der Gottesdienste ist Calvin Hartley, Samuels Vater. Die von Samuel geheilten Menschen sterben jedoch kurze Zeit nach der angeblichen Heilung und so machen sich Scully und Mulder auf den Weg nach Clarksville (Tennessee). Dort besuchen sie einen Gottesdienst, der von Leonard Vance geleitet wird, dem Mann, den Samuel vor zehn Jahren ins Leben zurückgeholt hatte. Mulder und Scully finden heraus, dass Samuel verschwunden ist. Als man Samuel wieder findet, ist er von den Todesfällen schockiert. In einem Gespräch mit Mulder spricht Samuel von der Entführung von Mulders Schwester Samantha und sagt, dass fremde Wesen involviert gewesen seien. Mulder hat daraufhin immer wieder Visionen von Samantha. Bei der Anhörung vor Gericht kommt es zu einer Heuschreckenplage im Gerichtssaal. Samuel nimmt trotz der Geschehnisse wieder eine Heilung während des Gottesdienstes vor, jedoch stirbt die Frau. Scully nimmt eine Obduktion vor und findet heraus, dass die Frau vergiftet wurde, doch Mulder hält Samuel für unschuldig. Scully und Mulder stellen zudem anhand von gelegten Fressködern fest, dass die Heuschreckenplage bei Gericht von jemandem bewusst geplant und herbeigeführt wurde. Samuel wird von zwei Männern in seiner Zelle zu Tode geprügelt. Leonard Vance wird im Schlaf von Samuels Geist heimgesucht und versucht, sich durch Vergiftung zu töten. Scully und Mulder kommen hinzu, da sie ihm auf die Spur gekommen sind, doch sie können ihn nicht retten. Kurz vor seinem Tod gesteht Vance, dass er Samuel „entzaubern“ wollte. Samuels Leichnam verschwindet aus dem Leichenschauhaus und die diensthabende Schwester sagt aus, sie hätte Samuel hinauslaufen sehen. Der örtliche Sheriff wird vorläufig verhaftet, da ihm eine Mitschuld an Samuels Tod vorgeworfen wird und die Kirche von Hartley schließt. |           |                       |                      |                      |                                       |                  |                                |
| 19 | 19        | Verwandlungen         | Shapes               | 1. Apr. 1994         | 3. Feb. 1995                          | David Nutter     | Marilyn Osborn                 |
| Der Farmer Jim Parker erschießt den Indianer Joseph Goodensnake, mit dem er Streit über seine Grundstücksgrenzen hatte. Parker behauptet, sein Sohn Lyle wäre von einer wilden Bestie angegriffen worden, die er erschossen habe. Tatsächlich hat Lyle ebenso wie der erschossene Goodensnake tiefe Kratzwunden an der Schulter. Keiner der Indianer des Reservates möchte etwas mit den beiden FBI-Agenten zu tun haben, aber Mulder gelingt es dann doch mit dem Indianer-Sheriff Charles Tskany zu sprechen. Es stellen sich Zusammenhänge zu früheren ähnlichen Fällen heraus. Die Hoffnung, dass mit der Feuerbestattung des erschossenen Indianers alle Probleme gelöst seien, geht nicht in Erfüllung. Mulder glaubt, dass sich Goodensnake in ein Raubtier verwandeln konnte und so die Farmer angegriffen hatte. Isch, ein älterer Indianer, bestätigt, dass Goodensnake von Manitu, einem bösen indianischen Geist, in ein Tier verwandelt wurde. Scully findet Lyle bewusstlos im Feld neben dem Haus und bringt ihn hinein. Da Lyle von Goodensnake gebissen worden war, eilen Mulder und Tskany zum Haus und werden von Lyle, der sich in ein Raubtier verwandelt hatte, angegriffen. Tsykany erschießt ihn. |           |                       |                      |                      |                                       |                  |                                |
| 20 | 20        | Der Kokon             | Darkness Falls       | 15. Apr. 1994        | 10. Feb. 1995                         | Joe Napolitano   | Chris Carter                   |
| Mulder lädt Scully zu einem kleinen Waldspaziergang ein, um das Verschwinden einer Holzfällertruppe im Olympic National Forest im Bundesstaat Washington aufzuklären. Verdächtig sind dabei Ökoterroristen, die die Arbeit der Holzfäller mit gewaltsamen Aktionen behindern. Mulder und Scully treffen sich im Wald mit einem Park-Ranger, Larry Moore, und dem Sicherheits-Chef der Holzfäller, Steve Humphreys, um gemeinsam zum Lager der verschwundenen Holzfäller zu fahren. Nachdem sie einige Zeit zusammen noch tiefer in den Wald gefahren sind, wird ein Reifen ihres Jeeps von einem Krähenfuß, den Ökoterroristen ausgelegt haben, zerstört. Sie nehmen ihr Gepäck und wandern zu Fuß zum eine Meile entfernten Holzfällercamp. Hier treffen sie auf den Anführer der Ökoterroristen, der nach Essen sucht. Überall gibt es riesige Schwärme grün fluoreszierender winziger Milben, die, sobald die Dunkelheit hereinbricht, Menschen in Kokons wickeln und deren Körperflüssigkeit aussaugen. Diese Milben schliefen Jahrhunderte in einem der Urwaldriesen, der aber von den Holzfällern illegal gefällt wurde. Da alle Fahrzeuge beschädigt sind, muss die Gruppe in der Holzfällerhütte ausharren. Spinny nimmt einen Benzinkanister und will ins Lager der Ökoterroristen zurückkehren, um dort ein Auto zu holen und die Gruppe zu retten. Das Benzin geht langsam aus. Spinny kehrt mit einem Jeep zurück und holt die Gruppe ab. Auf dem Rückweg wird der Jeep wieder durch einen Krähenfuß beschädigt und die Milben schwärmen herein. Die schon in einen Kokon gewickelte Gruppe wird entdeckt, gerettet und in Quarantäne gestellt. Die Insekten werden gezielt ausgerottet. |           |                       |                      |                      |                                       |                  |                                |
| 21 | 21        | Ein neues Nest        | Tooms                | 22. Apr. 1994        | 17. Feb. 1995                         | David Nutter     | Glen Morgan, James Wong        |
| Eugene Victor Tooms sitzt nach den Ereignissen aus Folge 3 in einem Sanatorium in Baltimore. Er versucht mit Hilfe seiner körperlichen Fähigkeit zu entkommen, doch der Besuch seines Psychologen Dr. Aaron Monte verhindert dies. Scully wird zu Skinner gerufen während der „Krebskandidat“ ebenfalls im Raum ist. Skinner fordert Scully auf, dass sie und Mulder sich bei ihren Ermittlungen an die Vorschriften zu halten haben. Die Agenten besuchen eine Anhörung, bei der es um die Freilassung von Tooms gehen soll. Gegen die Einwände von Mulder wird Tooms auf freien Fuß gesetzt und in die Obhut eines älteren Ehepaars gegeben, ebenso muss er weiter mit Dr. Monte zusammenarbeiten. Scully besucht den Polizisten Frank Briggs, der die Tooms-Mordfälle 1933 untersuchte. Briggs weist darauf hin, dass noch immer keine Leiche gefunden wurde. Scully und Briggs besuchen eine Chemiefabrik, wo damals ein Teil der Leber des Opfers gefunden wurde und finden dort ein Skelett, das einbetoniert wurde. Mulder besucht Tooms bei der Arbeit, als dieser sich ein neues Opfer sucht. Mulder vereitelt in dieser Nacht einen Einbruch in ein Haus von Tooms. Das Skelett wird als das vermisste Opfer von 1933 identifiziert. Es kann jedoch nicht bewiesen werden, dass Tooms der Mörder war. Scully löst Mulder vor Tooms Wohnung ab, da die Wohnung observiert werden soll. Dabei merken sie nicht, dass Tooms sich im Kofferraum des Wagens befindet. Tooms gelangt in Mulders Wohnung, wo er sich absichtlich verletzt und Mulders Schuhabdruck auf sein Gesicht abdrückt. Tooms Falle führt dazu, dass Mulder von der Polizei befragt wird und Skinner verbietet Mulder, Kontakt zu Tooms aufzunehmen. Weitere Untersuchungen am Skelett des Opfers von 1933 bringen Hinweise darauf, dass es sich bei sichergestellten Spuren um Tooms Zahnabdrücke handelt. Tooms tötet Dr. Monte, um an dessen Leber zu kommen, die er für seinen 30-jährigen Winterschlaf benötigt. Als die Agenten Dr. Montes Leiche finden, eilen sie zu Tooms alten Wohnort, der aber mittlerweile abgerissen wurde und wo nun ein Kaufhaus steht. Unterhalb der Rolltreppe findet Mulder das neue Nest von Tooms. Tooms springt aus seinem Nest, doch Mulder gelingt es zu entkommen und durch das Aktivieren der Rolltreppe tötet er Tooms. Skinner liest den Abschlussbericht von Scully im Anwesenheit des Krebskandidaten, während sich Mulder sicher ist, dass sich einiges für die X-Akten ändern wird.       |           |                       |                      |                      |                                       |                  |                                |
| 22 | 22        | Wiedergeboren         | Born Again           | 29. Apr. 1994        | 24. Feb. 1995                         | Jerrold Freedman | Howard Gordon, Alex Gansa      |
| In Buffalo findet die Polizistin Sharon Lazard die kleine Michelle Bishop alleine in einer Seitenstraße. Sie nimmt sie mit auf das Revier, wo Detective Barbala das Mädchen befragt. Währenddessen stürzt Barbala aus dem Fenster in den Tod. Scully und Mulder ermitteln. Michelle sagt aus, dass ein Mann Barbala aus dem Fenster gestoßen hätte, aber laut Lazard waren nur Barballa und Michelle im Raum. Anhand ihrer Aussage wird ein Phantombild angefertigt, das als der Polizist Charlie Morris identifiziert wird, jedoch starb dieser vor neun Jahren bei einer Razzia. Daraufhin befragen sie Morris’ alten Partner Tony Fiore. Fiore trifft später Leon Felder, mit dem er über Geld, das sie während der Razzia beiseiteschafften, redet. Sie sind die letzten beiden noch lebenden Männer aus der Gruppe. Felder stirbt bei einem Busunfall, Michelle ist während Felders Tod ebenfalls im Bus. Scully und Mulder finden heraus, dass Felder, Fiore, Barbala und Morris sehr eng zusammenarbeiteten und lernen Fiores Frau Anita kennen. Sie besitzt eine Origami-Sammlung ihres ersten Mannes – Charlie Morris. Anita erzählt, dass Tony seit letzter Nacht nicht mehr nach Hause gekommen ist. Ein Psychologe führt mit Michelle eine Rückführung unter Hypnose durch. Mulder ist sich sicher, dass Michelle eine Reinkarnation von Morris ist. Auf dem Videomaterial der Sitzung findet Mulder eine Störung, die er genauer untersuchen lässt. Die Störung zeigt das Bild eines Tauchers in einem Panzertaucheranzug. Scully entdeckt im Autopsiebericht von Morris, dass dieser in Salzwasser ertrank, bevor er verstümmelt wurde. Mulder und Scully schlussfolgern anhand der Taucherfigur, die sie im Aquarium im Haus der Fiores gesehen hatten, dass Morris in diesem Aquarium ertränkt wurde. Sie fahren zu Fiores Haus und können ihn vor Michelle retten, die bereits im Haus ist. Fiore gesteht, dass er, Felder und Barbala Geld gestohlen hatten und Morris sie auffliegen lassen wollte. Aus diesem Grund hatten sie ihn getötet. Michelle möchte Fiore töten, doch verschont ihn, nachdem Anita um Gnade bittet. Der Geist von Morris scheint von Michelle zu weichen. Michelle ist danach ein glückliches, normales Kind, ohne Erinnerungen an die Geschehnisse. |           |                       |                      |                      |                                       |                  |                                |
| 23 | 23        | Roland                | Roland               | 6. Mai 1994          | 3. März 1995                          | David Nutter     | Chris Ruppenthal               |
| In einem Labor in Colson (Washington) wird der geistig behinderte Hausmeister Roland Fuller von Dr. Keats getadelt, weil er seine Code-Karte falsch benutzt. Zusammen mit Frank Nolette und Ronald Surnow arbeitet Keats an einem Überschallantrieb, der Mach 15 erreichen soll. Keats und Nolette verlassen das Labor und Surnow betritt den Windkanal um einige Einstellungen zu tätigen. Jedoch setzt Roland die Turbine in Gang und tötet damit Surnow. Scully und Mulder ermitteln und finden heraus, dass ein ehemaliges Mitglied des Forschungsteams, Arthur Grable, vor einigen Monaten auf mysteriöse Weise starb. Mulder bemerkt, dass an einer Tafel mit mathematischen Berechnungen vier verschiedene Handschriften zu erkennen sind. Es müsste also ein vierter Mann anwesend gewesen sein. Keats und Nolette sagen aus, dass nur Roland noch da war, aber der hätte kaum einen Mord begehen können. Scully und Mulder besuchen den autistischen Roland im Pflegeheim. Roland will nichts gesehen haben und seine Handschrift stimmt nicht mit dieser auf der Tafel überein. Roland wird immer wieder von Visionen geplagt, die sein Handeln voraussagen. Durch eine Vision angetrieben tötet er Keats, indem er dessen Kopf in Flüssigstickstoff taucht. Danach arbeitet Roland am Computer der Wissenschaftler. Die Agenten sehen, dass am Computer gearbeitet wurde und Mulder findet in Rolands Kritzeleien das Passwort für die Datei. Die Dateien waren die, die Arthur Grable erarbeitet hatte. Mulder und Scully untersuchen Grable genauer und erkennen, dass er Roland eingestellt hatte. Nolette informiert die Agenten darüber, dass Grables Kopf in einem Labor konserviert wurde und schließlich finden die Agenten heraus, dass Roland der Zwillingsbruder von Grable ist. Nolette dringt in das Labor ein, wo Grables Überreste lagern und manipuliert dessen Aufbewahrungstank. Roland arbeitet wieder im Labor und erreicht endlich sein Ziel, die Turbine auf Mach 15 zu bringen, als Nolette hinzukommt. Nolette gibt zu, Arthurs Arbeit gestohlen zu haben und versucht, Roland zu töten, doch Roland kann ihn niederschlagen und schleppt ihn in den Windkanal. Er will Nolette töten, wie er schon Surnow tötete. Die Agenten versuchen ihn davon abzuhalten und retten so Nolette das Leben. Grables Überreste sterben aber aufgrund der steigenden Temperatur in seinem Tank ab. Roland wird in ein psychiatrisches Institut gebracht, wo man Tests an ihm durchführen will. |           |                       |                      |                      |                                       |                  |                                |
| 24 | 24        | Das Labor             | The Erlenmeyer Flask | 13. Mai 1994         | 3. März 1995                          | R. W. Goodwin    | Chris Carter                   |
| Bei einer Verfolgungsjagd wird ein Mann angeschossen, doch er entkommt. Die Polizei stellt fest, dass das Blut des Mannes grün ist. Deep Throat weist Mulder auf den Fall hin. Der Flüchtige heißt Dr. William Secare. Das Auto, das Secare benutzte, ist auf den Forscher Dr. Terrance Berube registriert, der jedoch behauptet, davon nichts zu wissen. Kurz darauf wird er ermordet, der Mord wird aber als Suizid getarnt. Berube forschte an der Entschlüsselung von DNA. Mulder untersucht Berubes Haus, Secare ruft an und Mulder gibt sich als Berube aus, jedoch wird er hierbei von Berubes Mörder abgehört. Secare ist schwer verletzt und bricht in der Telefonzelle zusammen, ein Notarzt wird gerufen. Als der Notarzt einen Zugang legen will, entweicht aus Secares Körper Gas, das die Ärzte betäubt, Secare entkommt. Mulder begibt sich in eine Lagerhalle, deren Schlüssel er in Berubes Haus fand. In der Halle findet er Tanks, in denen lebende Menschen liegen. Als er die Halle verlässt, wird er verfolgt, aber er entkommt. Scully findet bei ihren Ermittlungen heraus, dass der Erlenmeyerkolben, den sie in Berubes Labor sichergestellt haben, Bakterienproben enthält, die außerirdischen Ursprungs sind. Als Scully und Mulder zur Lagerhalle zurückkehren, ist sie leer, Deep Throat erscheint und teilt mit, dass es sich um Gentransplantationen handelte, in denen Menschen und Außerirdische gekreuzt wurden. Secare ist demnach ein Hybrid und auch die Regierung sei darin verwickelt. Mulder findet Secare in Berubes Haus, doch Secare wird von Berubes Mörder erschossen und Mulder wird gefangen genommen. Scully erhält auf ihrer Suche nach Mulder Hilfe von Deep Throat. Sie erhält Zugang zu einer streng gesicherten Forschungseinrichtung, wo sie einen in Flüssigstickstoff konservierten Alien-Fötus findet. In einem Austausch bietet Deep Throat den Fötus gegen Mulder. Bei dem Austausch wird Deep Throat von Berubes Mörder erschossen, Mulder wird freigelassen. Einige Tage später wird mitgeteilt, dass die X-Akten geschlossen werden. Der Krebskandidat verwahrt den Alien-Fötus in einem Lagerraum für Beweise im Pentagon. |           |                       |                      |                      |                                       |                  |                                |